# Лаун, Бернард
Бернард Лаун (при рождении Борух Лац (Борухас Лацас); 7 июня 1921, Утена, Литва — 16 февраля 2021,  Честнат-Хилл, Массачусетс, США) — американский врач-кардиолог, изобретатель дефибриллятора, получавший от имени организации «Врачи мира за предотвращение ядерной войны» Нобелевскую премию мира в 1985 году «За информирование общественности и склонение общественного сознания в пользу мира». Иностранный член РАН (2014).

## Биография и образование
Из еврейской семьи, дед был раввином, мать окончила русскую гимназию. В 1935 году семья эмигрировала в США и поселилась в Мэне.
Скончался 16 февраля 2021 года в возрасте 99 лет. Он скончался у себя дома в Честнат-Хилле в штате Массачусетс. Последнее время страдал от осложнений в виде застойной сердечной недостаточности и болел пневмонией.

## Изобретение дефибриллятора
В 1959 году, на основании публикации Пола Золла, Бернард Лаун поставил задачу добиться более эффективного и менее травмирующего воздействия электрическим током, для чего стал ставить эксперименты на животных.
Результатом его исследований стала форма одиночного импульса, в дальнейшем известная как «англ. Lown waveform» 

## Общественная деятельность
Сопредседатель организации «Врачи мира за предотвращение ядерной войны». Критик некоторых аспектов и акцентов современной медицины. Автор нескольких книг, общественный деятель. Несмотря на преклонный возраст, продолжал активную деятельность.